# Phare d'Utsira
Le phare d'Utsira (en norvégien : Utsira fyr)  est un feu côtier situé sur l'île d'Utsira de la commune d'Utsira, dans le Comté de Rogaland (Norvège). Il est géré par l'administration côtière norvégienne (en norvégien : Kystverket).
Le phare est classé patrimoine culturel par le Riksantikvaren depuis 1999 .

## Histoire
Le phare a été établi en 1844 sur le côté ouest de l'île d'Utsira. Il a la plus haute élévation de tous les phares de Norvège. À l'origine, le phare avait un phare jumeau situé à environ 100 mètres. Les phares jumeaux ont été utilisés pour le distinguer des autres à proximité, mais son jumeau a été déclassé en 1890. Depuis 2008, l'un des bâtiments du gardien du phare a servi de résidence touristique.

## Description
Le phare  est une petite tour cylindrique en pierre avec un balcon et une lanterne de 13 mètres de haut. Le phare est rouge avec un liseré blanc sous le balcon. Il émet, à une hauteur focale de 78 mètres, trois éclats blancs toutes les 60 secondes. Sa portée nominale est de 23 milles nautiques (environ 43 km). Il utilise toujours sa lentille de Fresnel de 1er ordre de grande luminosité.
Identifiant : ARLHS : NOR-262 ; NF-1295 - Amirauté : B3540 - NGA : 2812 .
|                      |
| Le phare (1890-1900) |

|          |
| Le phare |

### Lien connexe
- Liste des phares de Norvège